# Peste d'Athènes
La peste d'Athènes est le nom sous lequel est désignée une épidémie qui toucha par vagues la Grèce antique de 430 à 426 av. J.-C. Elle éclata au début de la saison chaude et sèche de 430, s'affaiblit et modéra ses atteintes pendant deux ans, fut endémique en 428 et 427, avec une recrudescence au début de l'hiver 427, pour disparaître dans les derniers mois de l'an 426. Elle a été rapportée par Thucydide, dans le Livre II de La Guerre du Péloponnèse, dans un texte d'importance emblématique qui n'a cessé de susciter l'intérêt des philosophes, des historiens et des médecins.
Elle a causé plusieurs dizaines de milliers de morts, dont celle de Périclès, soit un quart à un tiers de la population, et mit ainsi fin à une époque privilégiée. Sa nature exacte n'a pas été découverte, le typhus en est la cause la plus probable, parmi plus d'une quinzaine proposées à la discussion.

## Contexte historique et social

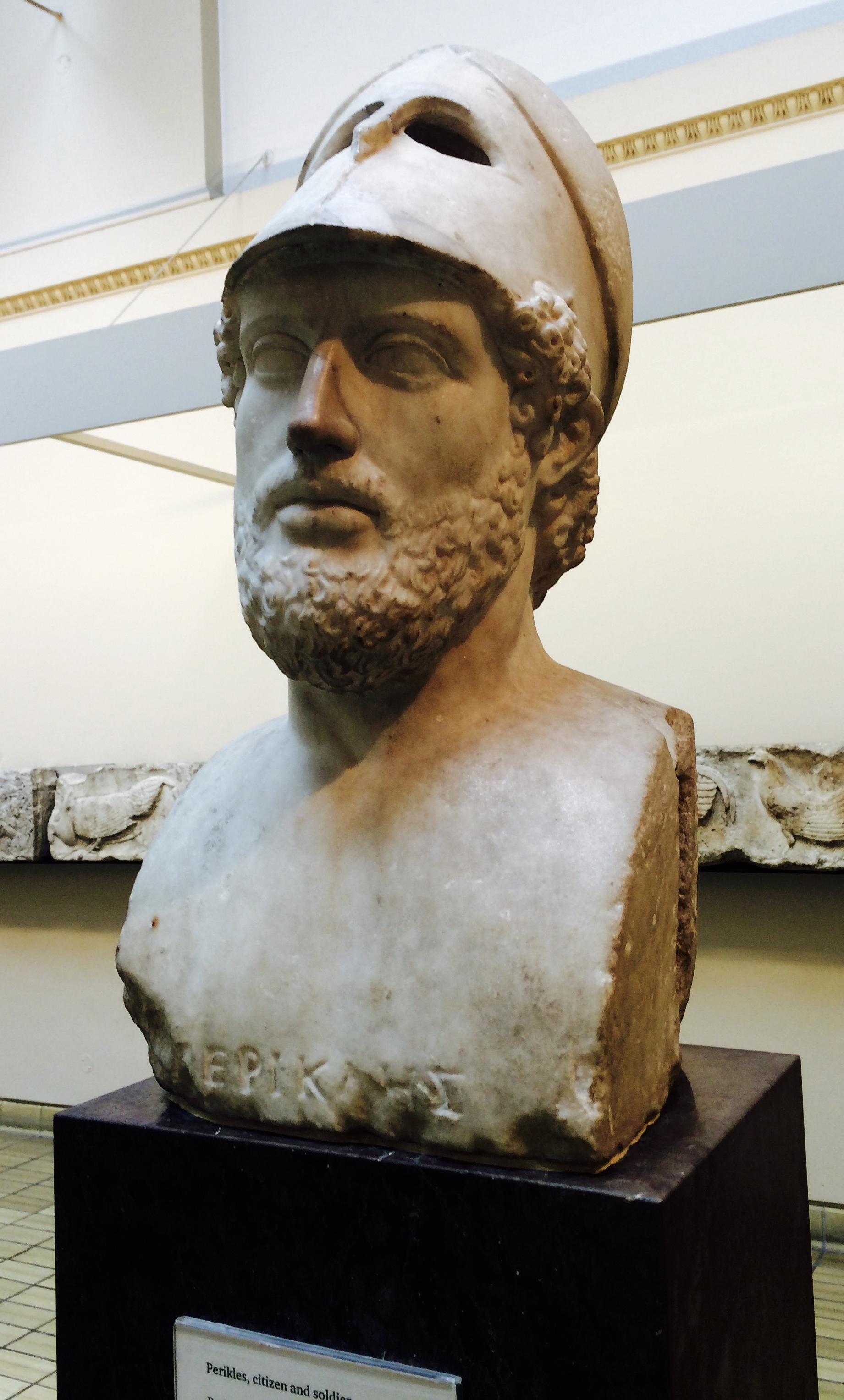
Buste de Périclès, copie romaine provenant de la villa d'Hadrien. British Museum.

Entre 6000 et 3000 av. J-C, la révolution néolithique s'installe en Europe, avec l'agriculture, l'élevage, la sédentarisation et la croissance démographique qui en découle. Ces nouvelles conditions entraînent une rupture de l'équilibre éco-épidémiologique antérieur, provoquant l'apparition de nombreuses maladies infectieuses ou parasitaires. Ces maladies ne pouvaient se manifester auparavant, à cause de la très faible densité des sociétés de chasseurs-cueilleurs.

### Urbanisation en Grèce classique
Durant l'Antiquité classique, l'urbanisation croissante atteint des seuils critiques pour l'émergence de nouvelles maladies infectieuses, d'autant plus qu'elles sont facilitées par la plus grande fréquence des contacts dans les guerres et le commerce. Une maladie infectieuse, pour apparaître ou se maintenir, demande des groupes de population d'une certaine taille (plus de quelques milliers, dizaines ou centaines de milliers, selon la maladie).
Au Ve siècle av. J.C., Athènes comptait plus de 200 000 habitants (et presque autant en Attique, territoire de la cité-État) et, engagée dans une guerre contre Sparte, elle subit un siège, en ayant en son sein des réfugiés des campagnes environnantes.
Au début de la période classique, le milieu urbain se caractérise par l'étroitesse de rues tortueuses (4,5 m de largeur moyenne), rarement dallées, en exutoire naturel des eaux de pluie et des eaux usées. La plupart des maisons sont en bois et torchis, de trois à quatre petites pièces, à petites ouvertures exposées à tout vent, difficiles à chauffer, et souvent enfumées l'hiver. Les maisons sont entassées, sans plan régulier.
Vers la fin de la période classique, l'espace bâti s'améliore. L'anneau de muraille s'élargit, des quartiers nouveaux ou rénovés adoptent un plan régulier proposé par Hippodamos de Milet. On trouve ainsi de grandes demeures approchant 1 000 m2, dont plus d'un tiers ne servent pas à l'habitat, dotées de salles de bain et latrines particulières. Cependant, l'augmentation de la surface urbaine se traduit par une aggravation des inégalités : elle profite aux maisons riches, à l'espace monumental, aux bâtiments collectifs mais pas aux quartiers anciens et pauvres qui n'évoluent guère.
Athènes n'a pas encore de réseau d'eau centralisé, elle est alimentée par 400 fontaines à partir de puits. Un système d'égouts ne se développera qu'à partir du IVe siècle av. J.-C.. À l'époque de l'épidémie, les cloaques devaient être innombrables, larves et insectes devaient trouver dans les citernes des foyers favorables d'éclosion.

### La stratégie de Périclès

Murs fortifiés du Pirée et d'Athènes, 431 av. J.-C.

La politique du dirigeant et stratège athénien Périclès consiste à éviter un choc frontal en rase campagne contre les Spartiates. Il abandonne la défense des zones rurales pour défendre Athènes derrière ses murs. Il compte entièrement sur une stratégie maritime : raids de sa flotte de guerre contre Sparte, soutien économique du siège par sa flotte commerciale. La situation est alors propice à une épidémie en temps de guerre : surpopulation urbaine par réfugiés, manque d'hygiène, sous-alimentation, exposition à de nombreux contacts (liaisons maritimes avec le monde méditerranéen). La ville est reliée à son port, le Pirée, par un corridor fortifié de plusieurs kilomètres, les « Longs Murs ».
À la veille de la peste d'Athènes, la cité est une « leçon vivante pour la Grèce » (Thucydide, II, XLI), les citoyens d'Athènes jouissent d'une grande réputation pour leur valeur intellectuelle et morale. Au XXIe siècle, elle reste considérée comme fondatrice de la culture occidentale, et mère nourricière de la philosophie, de l'histoire, des arts, des sciences et de la démocratie. La survenue de la catastrophe est d'autant plus retentissante pour les contemporains, comme pour les générations suivantes.

## Thucydide et son texte

### Présentation
Thucydide est le seul chroniqueur contemporain de la peste d'Athènes, dont il a été malade. Il rapporte les faits environ 25 ans plus tard, mais il peut la décrire de l'intérieur comme victime, et de l'extérieur comme témoin. Considéré comme « un père de l'Histoire », il refuse d'expliquer la marche des évènements par les dieux. Il écarte les mythes et les rumeurs, pour chercher à comprendre le déroulement des faits, par des explications ou des causes rationnelles. Il opère ainsi une rupture avec Homère, poète, et non historien, de la guerre de Troie.

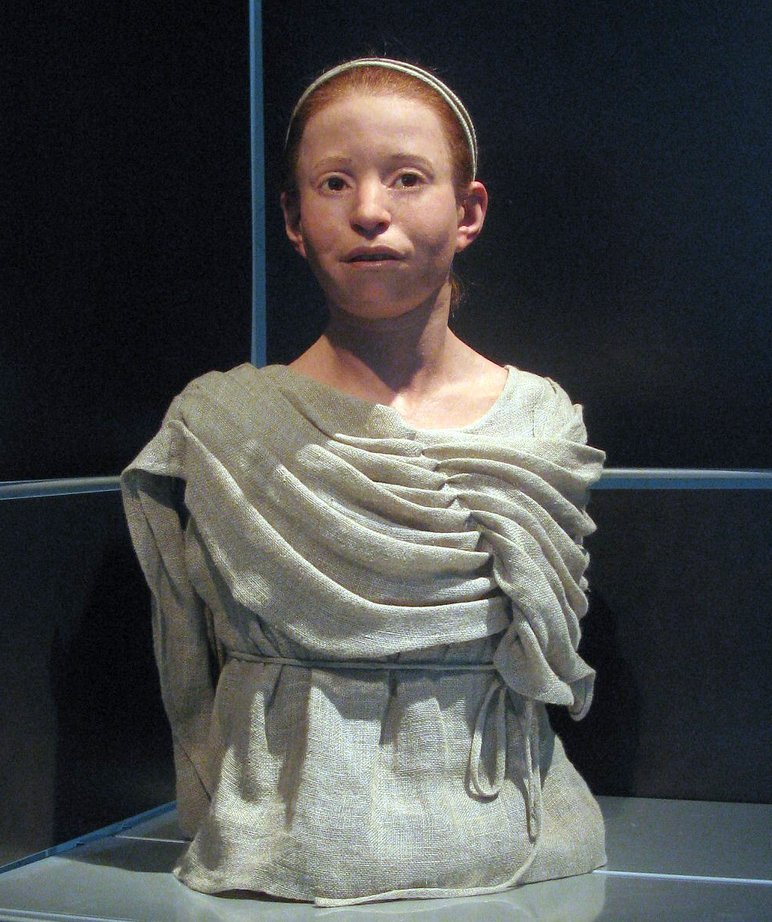
Reconstitution de l'apparence d'une jeune Athénienne de 11 ans morte pendant l'épidémie, élaborée à partir de ses vestiges découverts en 1994-1995 à Athènes, et baptisée Myrtis par les chercheurs. Musée national archéologique d'Athènes.

Il interrompt son livre sur l'histoire de la guerre du Péloponnèse, pour décrire en détail la peste d'Athènes. Il se démarque encore d'Homère, pour qui la maladie n'est pas un processus naturel, mais un envoi des dieux selon leurs caprices. Son texte est très proche du modèle hippocratique rationnel. Il va à l'essentiel, décrivant les symptômes avec ordre et méthode, en utilisant le vocabulaire médical technique de son temps.
Il fait montre d'un positivisme sceptique, cherchant d'abord à décrire les faits, sans se prononcer sur leur cause. Le texte est « trans-historique », car il veut faire œuvre utile en s'adressant directement aux générations futures, en tablant sur la répétition du destin et la permanence de la nature humaine :

« Je laisse à chacun - médecin ou profane - le soin de dire son opinion sur la maladie, en indiquant d'où elle pouvait vraisemblablement provenir, et les causes qui, à ses yeux, expliquent de façon satisfaisante ce bouleversement, comme ayant été capable d'exercer une telle action. Pour moi, je dirai comment cette maladie se présentait, les signes à observer pour pouvoir le mieux, si jamais elle se reproduisait, profiter d'un savoir préalable et n'être pas devant l'inconnu ; voilà ce que j'exposerai — après avoir, en personne, souffert du mal, et avoir vu, en personne, d'autres gens atteints — (II, XLVIII). »

J. de Romilly écrit à propos de l'œuvre générale de Thucydide :

« En cherchant à présenter chaque évènement dans sa rigueur objective, mais aussi dans ce qu'il pouvait comporter d'humain, de général et d'instructif, il a réussi à façonner un miroir où tous ceux qui ont le désir de comprendre ont vu un peu de leur propre image (…) il a su déborder son époque pour aller au-devant de toutes les autres. »

### Description de la maladie
Thucydide indique que l'épidémie est née en Éthiopie pour passer en Égypte et en Libye avant d'atteindre le monde grec, en diverses régions, notamment du côté de Lemnos. Au début de l'été 430-429, cette maladie apparaît soudainement à Athènes dans le port du Pirée, avant de s'étendre. Elle a ainsi gagné le cœur d'Athènes, densément peuplée.
Elle apparaît comme totalement nouvelle : « On n'avait nulle part souvenir de rien de tel comme fléau, ni comme destruction de vies humaines ». Toutes les formes de médecine ou de religion sont impuissantes, tout reste inefficace : « Pour finir, ils (les Athéniens) y renoncèrent, s'abandonnant au mal ».
Après avoir signalé la rareté des maladies antérieures cette année-là, et le fait que celles qui restaient se sont transformées en ce mal, Thucydide décrit ainsi les manifestations cliniques de la maladie (II, XLIX) :

« En général on était atteint sans indice précurseur, subitement en pleine santé. On éprouvait de violentes chaleurs à la tête ; les yeux étaient rouges et enflammés ; à l'intérieur, le pharynx et la langue devenaient sanguinolents, la respiration irrégulière, l'haleine fétide.
À ces symptômes succédaient l'éternuement et l'enrouement ; peu de temps après la douleur gagnait la poitrine, s'accompagnant d'une toux violente ; quand le mal s'attaquait à l'estomac, il y provoquait des troubles et y déterminait, avec des souffrances aiguës, toutes les sortes d'évacuation de bile auxquelles les médecins ont donné des noms. Presque tous les malades étaient pris de hoquets non suivis de vomissements, mais accompagnés de convulsions ; chez les uns ce hoquet cessait immédiatement, chez d'autres il durait fort longtemps.
Au toucher, la peau n'était pas très chaude ; elle n'était pas livide non plus, mais rougeâtre avec une éruption de phlyctènes et d'ulcères ; mais à l'intérieur le corps était si brûlant qu'il ne supportait pas le contact des vêtements et des tissus les plus légers ; les malades demeuraient nus et étaient tentés de se jeter dans l'eau froide ; c'est ce qui arriva à beaucoup, faute de surveillance ; en proie à une soif inextinguible, ils se précipitèrent dans des puits. On n'était pas plus soulagé, qu'on bût beaucoup ou peu.
L'on souffrait constamment du manque de repos et de sommeil. Le corps, tant que la maladie était dans toute sa force, ne se flétrissait pas et résistait contre toute attente à la souffrance. La plupart mouraient au bout de neuf ou de sept jours, consumés par le feu intérieur, sans avoir perdu toutes leurs forces. Si l'on dépassait ce stade, le mal descendait dans l'intestin ; une violente ulcération s'y déclarait, accompagnée d'une diarrhée rebelle qui faisait périr de faiblesse beaucoup de malades.
Le mal, qui commençait par la partie supérieure du corps et qui avait au début son siège dans la tête, gagnait ensuite le corps entier et ceux qui survivaient aux accidents les plus graves en gardaient aux extrémités les traces. Il attaquait les parties sexuelles, l'extrémité des mains et des pieds et l'on n'échappait souvent qu'en perdant une de ces parties ; quelques-uns même perdirent la vue. D'autres, aussitôt guéris, n'avaient plus dès lors souvenir de rien, oubliaient leur personnalité et ne reconnaissaient plus leurs proches. »

— Thucydide.
Thucydide précise ensuite que les chiens et les oiseaux charognards n'approchent pas des cadavres, et que ceux qui tentent d'en dévorer en meurent (II, L) ; que le mal frappe tout le monde, les faibles comme les robustes, que le mal se communique par contagion en apportant aide et secours, que ceux qui en réchappent ne sont pas atteints une seconde fois de façon mortelle (II, LI) ; que le mal frappe d'abord les réfugiés sans abris, entassés dans des cabanes étouffantes en cette saison, « il y en avait qui se roulaient par terre, à demi morts, sur les chemins et vers toutes les fontaines » (II, LII).

### Effondrement social

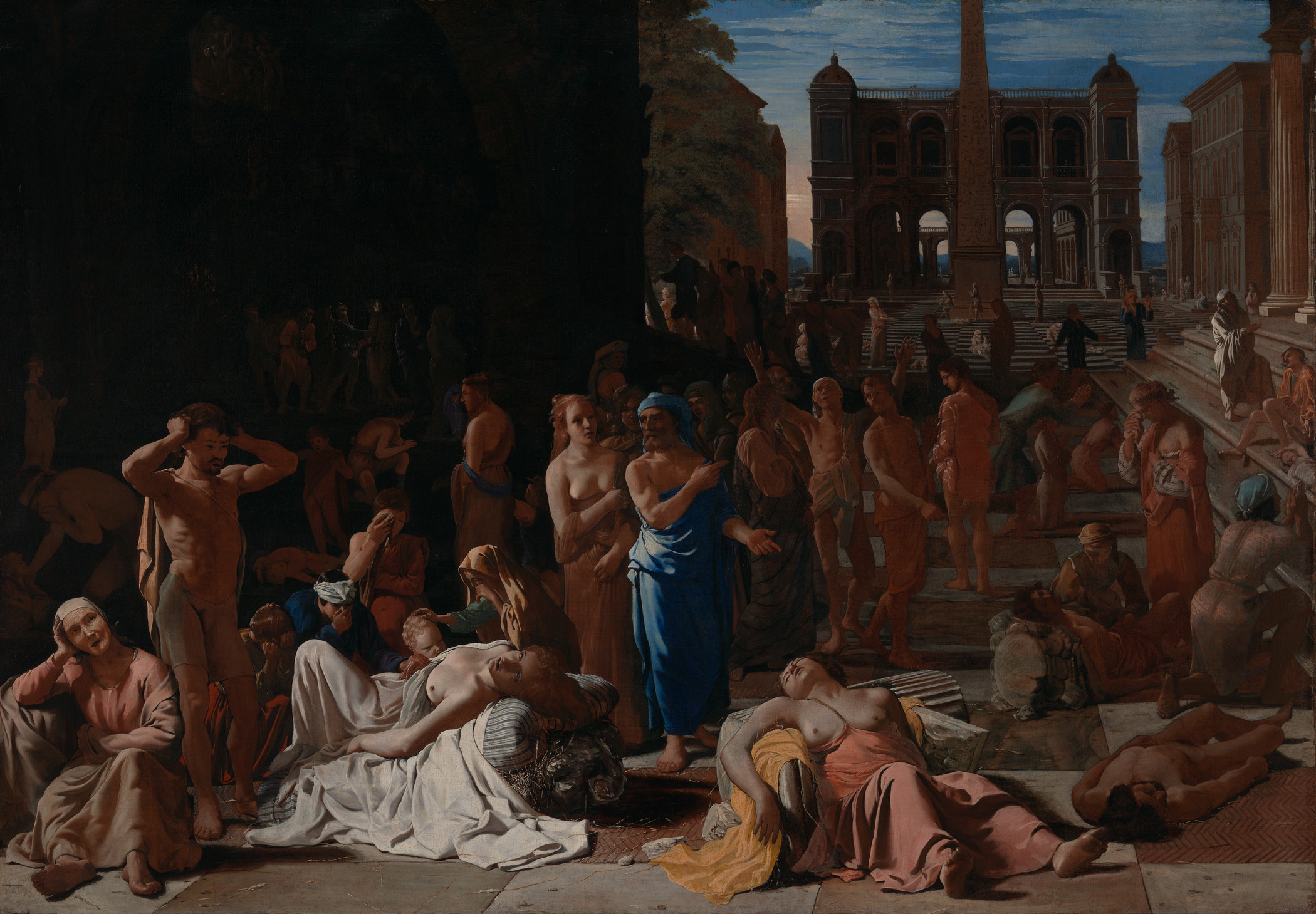
La peste dans une cité antique, par Michael Sweerts (vers 1652).

Les morts se comptant en milliers, des bouleversements sociaux voient le jour. Thucydide rapporte un « désordre moral croissant » et s'en inquiète : les lieux sacrés ne sont plus respectés, on ne respecte plus les coutumes relatives à l'ensevelissement des défunts, la crainte des lois diminue, des bouleversements dans la hiérarchie sociale s'opèrent. Thucydide décrit ainsi l'attitude de ses compatriotes : « Crainte des dieux ou loi des hommes, rien ne les arrêtait. » (II, LIII).
Selon Thucydide, les Athéniens perdent de maladie 1 050 hoplites sur 4 000 en 40 jours (II, LVIII) lors de la première vague épidémique qui dura deux ans ; 4 400 hoplites et 300 cavaliers meurent lors de la deuxième vague épidémique qui dura un an (III, LXXXVII). Il ne fournit pas de chiffre concernant les civils, les pertes étant trop importantes. Mais on peut estimer qu'Athènes perdit le tiers de sa population,. Arnold Wycombe Gomme, commentateur de Thucydide, évalue le nombre de victimes entre 70 000 et 80 000.

## Interprétations médicales
En 1860, Hugh Andrew Johnstone Munro (en), universitaire écossais, publie une édition critique du poème de Lucrèce De rerum natura, qui contient la description de Thucydide. Il a demandé à de nombreuses sommités médicales britanniques, françaises et allemandes, de donner leur avis sur la nature de la maladie. Presque tous, écrit-il dans son commentaire, félicitent Thucydide pour sa précision, mais en donnant des diagnostics différents pour réfuter ceux des autres. Munro énumère donc les diagnostics qu'il a recueillis : typhus, scarlatine, fièvre putride, fièvre jaune, fièvre des camps, fièvre d'hôpital, fièvre des prisons, peste noire, érysipèle, variole, peste orientale, maladie inconnue disparue…
Près d'un siècle et demi plus tard, l'historien Vivian Nutton estime, en 2008, que la maladie décrite par Thucydide défie toute identification moderne, et que des centaines de publications de médecins et d'historiens ont soulevé une kyrielle d'hypothèses, chacune ne faisant que montrer ses faiblesses pour être aussitôt critiquée. D'autres considèrent même que toute tentative de diagnostic, de la part de médecins, relève du « jeu de salon pour se faire plaisir » (self-indulgent parlour game).
Toutefois l'historien Mirko Grmek estime légitime, quoique difficile et fragile, la recherche du diagnostic rétrospectif à partir de textes anciens. Il tente d'en donner quelques règles : « Nous considérons comme satisfaisant un diagnostic rétrospectif qui tient compte de tous les symptômes mentionnés, explique les principaux, et n'est en contradiction avec aucun ; en outre, il doit être en accord avec les conditions épidémiologiques mises en lumière par l'exégèse médico-historique. Un tel diagnostic n'est pas nécessairement le seul possible. La plupart des anciennes descriptions cliniques sont insuffisantes du point de vue de la médecine moderne et permettent qu'on leur colle plusieurs étiquettes de pathologie actuelle ».

### Valeur et limites du texte

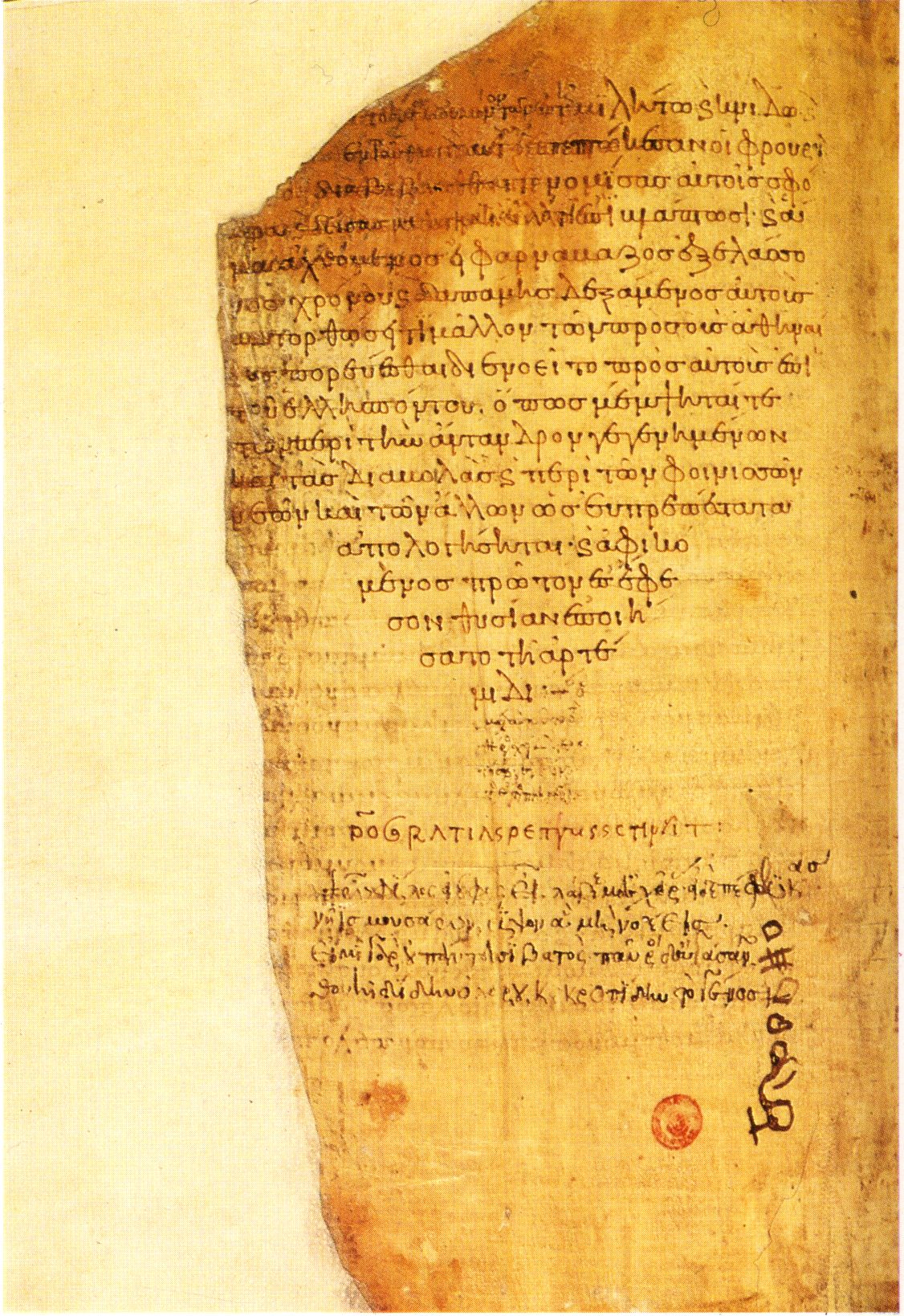
Le manuscrit de Florence (début du Xe siècle), le plus ancien manuscrit connu du texte de Thucydide.

La valeur du texte a été jugée proche de celle du Corpus hippocratique, notamment de traités comme Des airs, des eaux et des lieux, Le pronostic ou encore Des épidémies. Thucydide replace la maladie dans son contexte environnemental. Bien que n'étant pas médecin, Thucydide se montre parfois plus perspicace que les médecins quand il reconnaît l'existence d'une contagion par contact rapproché, et surtout lorsqu'il note que les survivants n'ont pas de deuxième attaque mortelle. C'est la première observation historique d'une immunité acquise, ce qui a fait dire que Thucydide était le plus brillant observateur et le premier épidémiologiste de tous les temps.
Cependant, du point de vue moderne, cette description reste insuffisante. Thucydide ne précise pas l'âge, le sexe, les catégories les plus touchées, le début et la marche de l'épidémie, disant seulement que la maladie frappe tout le monde, surtout les réfugiés, du port vers la ville. Le manque le plus important réside dans la description de l'éruption cutanée, dont l'évolution et la distribution sur le corps ne sont pas claires.
Cette description elle-même est sujette à caution. Ainsi J. de Romilly signale que ce passage est un « texte bizarre et peut-être corrompu ». Thucydide utilise deux mots en grec ancien : φλυκταίναι / phlyctainai et ἕλκος / elkos, dont la signification est discutée et ambiguë. Le premier a été traduit par phlyctène, qui en dérive directement, mais son sens étymologique, en grec ancien, n'était peut-être pas le même, pouvant désigner toute éruption élevée au-dessus de la peau : exanthème, papule, pustule, vésicule, etc. De même elkos, traduit par ulcère, pourrait désigner toute lésion ou effraction cutanée rompant la continuité de la peau.
De fait, ces ambiguïtés augmentent l'incertitude. Le vocabulaire médical du grec ancien était un vocabulaire technique en formation, utilisant la métaphore à partir de la vie quotidienne (termes simples à sens large). Ce sens large est différent des mêmes termes, devenus savants, précis et fixés, encore utilisés (en médecine, zoologie, et botanique) au début du XXIe siècle. Aussi des auteurs ont-ils mis en doute la fiabilité de Thucydide, en tant que non-médecin rapportant des faits 20 ou 25 ans plus tard. D'autres se demandent si Thucydide n'a pas dramatisé dans un but historiographique, pour donner une explication à la mort de Périclès et à la défaite d'Athènes ; mais ces critiques sont très minoritaires.

### Diagnostics proposés
Malgré son nom, la peste d'Athènes n'est pas identifiée avec certitude. Au début du XXIe siècle, les hypothèses les plus plausibles sont le typhus, la variole et la rougeole maligne ; des publications récentes proposent aussi la fièvre typhoïde et la fièvre Ébola.

#### Typhus exanthématique
Déjà proposé dès le XIXe siècle, le typhus (transmis par le pou de corps) reste la première hypothèse plausible pour les chercheurs travaillant de façon multidisciplinaire (historiens, philologues, épidémiologistes, infectiologues…), comme D. Durack et R. Littman,. Les principaux arguments sont le contexte épidémique (apport par navire, temps de guerre, entassement et promiscuité, sous-alimentation), la durée de la maladie et la description des symptômes, qui correspondent au mieux à une épidémie de typhus.
La principale critique est le manque d'explication de son apparente disparition et ré-apparition (à partir du XVIe siècle ap. J.-C.), d'où l'existence de nombreuses hypothèses alternatives.

#### Variole
Cette hypothèse est probablement la plus ancienne, car elle a été proposée en 900 ap. J.-C. par Rhazès. Elle reste plausible dans les années 2000, à condition de considérer que la peste d'Athènes était une combinaison de variole classique et de variole hémorragique, au sein d'une population non-immune, tout en extrapolant quelque peu la description de l'éruption par Thucydide, ce qui en limite la portée.

#### Rougeole

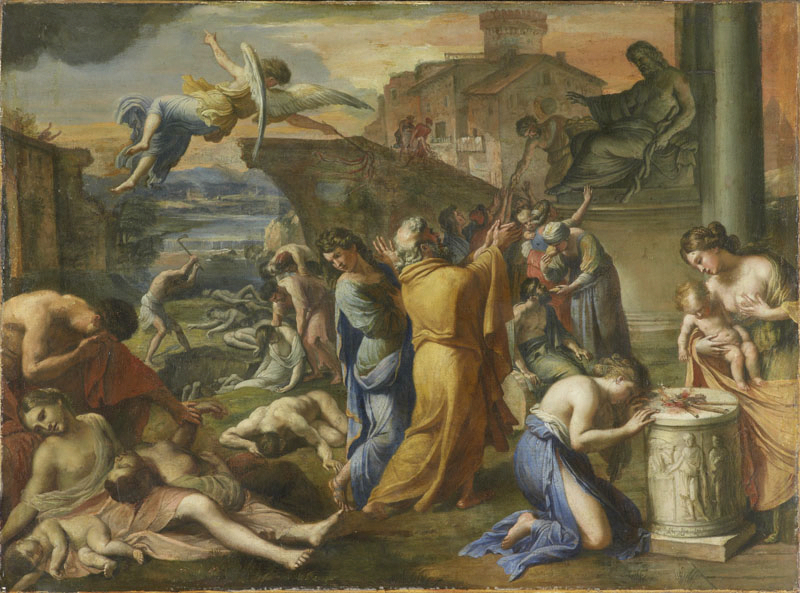
La peste d'Athènes par François Perrier (1594-1649), Musée des Beaux-Arts de Dijon.

Cette hypothèse a été suggérée par des auteurs classiques et médicaux dans les années 1950, et toujours défendue dans les années 2000. Il s'agirait de rougeole maligne, survenant dans une population vierge (non-immunisée, par absence de circulation de la rougeole). Dans cette situation, la rougeole touche les adultes, dans sa forme la plus grave. Son principal argument est de faire le parallèle avec l'épidémie de rougeole maligne survenue aux îles Fidji en 1876, lors de sa colonisation par les Britanniques, et qui provoqua la mort de plus de 25 % des insulaires. Les malades avaient le comportement décrit par Thucydide : ils plongeaient d'eux-mêmes dans l'eau froide pour se soulager,.
Les principales critiques sont que la rougeole maligne n'explique pas l'association de diarrhées et de perte des extrémités décrite par Thucydide, et que l'épidémie a duré quatre ans, la taille de la population touchée étant insuffisante pour maintenir une épidémie de rougeole de cette durée.

#### Fièvre typhoïde
Cette hypothèse a connu un regain d'intérêt en 2006 avec les publications de Papagrigorakis,,, pour être aussitôt contestée. À la différence des hypothèses précédentes qui partaient de l'analyse de la description de Thucydide, elle repose sur l'analyse de l'ADN de la pulpe dentaire à partir de trois squelettes retrouvés dans une sépulture de masse contemporaine de l'épidémie. Les divergences de vue sont alors nourries par les problèmes de datation du site, de séquençage et de contamination des échantillons,.
Cette hypothèse est tenue pour très improbable et le reste pour la plupart des auteurs, car la fièvre typhoïde ne correspond guère à la description de Thucydide. Les défenseurs de cette hypothèse se contentent d'ailleurs de suggérer que la fièvre typhoïde n'est qu'une cause probable, ou qu'elle était présente au sein d'une épidémie majeure non identifiée. Leurs travaux s'orientent plus vers les souches antiques de Salmonella et la fièvre typhoïde en Grèce antique, que vers l'épidémie particulièrement décrite par Thucydide.

#### Autres
D'autres possibilités ont beaucoup moins d'échos. La dernière publication défendant l'hypothèse de la peste date de 1958, elle est régulièrement écartée depuis, alors qu'elle paraissait très probable dans le premier tiers du XXe siècle.
La fièvre Ebola a de nouveau été proposée en 2015, elle l'avait déjà été à la fin du XXe siècle. L'auteur considère que le terme Æthiopia désigne aussi l'Afrique subsaharienne en grec ancien, que la maladie atteint la Grèce par le trafic d'esclaves, en correspondant au texte de Thucydide (transmission rapprochée lors des soins et des funérailles, signes cliniques comme le hoquet).
Thucydide ayant indiqué que des animaux étaient atteints, la maladie du charbon, la leptospirose, la méliodose, la tularémie ont été avancées.
Il existe encore de nombreuses propositions comme la dengue méditerranéenne, la fièvre de Lassa, la grippe avec syndrome du choc toxique, l'ergotisme, etc.

### Problématiques

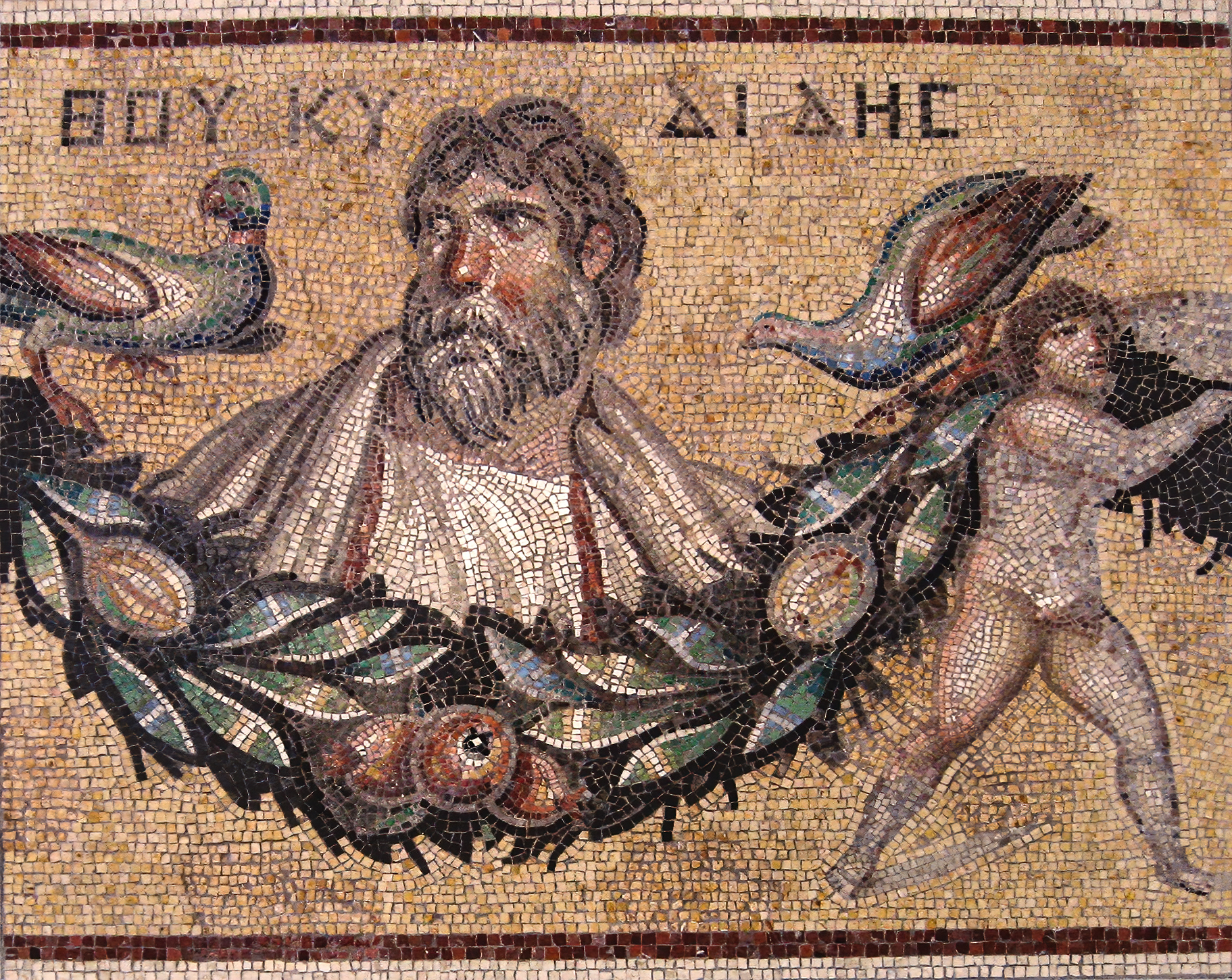
Thucydide, mosaïque romaine de Gerasa, IIIe siècle ap.J.C., Musée de Pergame de Berlin.

La peste d'Athènes peut aussi être vue non pas comme une épidémie de maladie unique, mais comme un ensemble épidémique constitué de différentes maladies. Cette approche a été utilisée pour l'interprétation de textes hippocratiques. Ainsi le « syndrome de Thucydide » serait une infection virale compliquée de surinfection bactérienne avec choc toxique ; ou encore une épidémie de typhus en composante principale, accompagnée d'autres affections.
R. J. Littman utilise des méthodes d'épidémiologie moderne qui prennent en compte les données historiques disponibles (superficie du territoire d'Athènes derrière ses murs, nombre de population, durée de l'épidémie, nombre de victimes, etc.) pour retrouver des modèles mathématiques caractéristiques. Le but est de cerner des diagnostics possibles en procédant par élimination. Il conclut que la peste d'Athènes est conforme à ce qui serait attendu pour le typhus, une arbovirose, la peste et la variole.
Outre les problèmes liés à la philologie ou à la paléomicrobiologie, se pose le problème plus général de l'évolution historique des maladies infectieuses, qui ne gardent pas le même aspect au cours des siècles. Les virus et bactéries évoluent, comme la génétique et l'immunité des populations humaines. Le problème reste posé que la peste d'Athènes soit aussi une maladie disparue, voire à ré-apparaître au vu de l'intérêt qu'elle suscite toujours au XXIe siècle (confrontation avec des infections récemment découvertes).

## Interprétations philosophiques
Parce qu'elle est une des causes de la fin du siècle de Périclès, la peste d'Athènes marque les esprits antiques, comme Lucrèce et Plutarque. L'exemple le plus célèbre se trouve chez Lucrèce : le De rerum natura qui se termine de façon abrupte par une reprise du texte de Thucydide (VI, 1138-1286) ,.
Cette fin abrupte a fait l'objet de plusieurs interprétations : le De rerum natura de Lucrèce serait une œuvre inachevée, à cause de la mort ou de l'angoisse de Lucrèce (folie ou suicide à la fin de sa vie). Ce type d'interprétation a été proposé en premier par Saint Jerôme pour qui l'interruption du De rerum natura et la folie de Lucrèce représentent la punition divine d'une négation de la providence,.
D'autres interprétations soulignent que la peste dans Lucrèce est bien à sa place significative comme problème moral et philosophique dans un contexte épicurien. Si la peste est une maladie physique, elle est aussi une maladie de l'âme de par l'incertitude de son origine, le désordre des valeurs qu'elle entraîne dans la cité, la relation à autrui qu'il faut repenser, son injustice totale par la mort des justes et des innocents, la peste est une « athymie » (tristesse, affliction…) qui s'oppose à l'« euthymie » (bonheur et joie de vivre).
Lucrèce insiste sur les caractéristiques fortuites de l'évènement, il n'y voit aucune nécessité, ni aucune finalité. Le phénomène est causé par un air morbide qui vient d'ailleurs pour s'insinuer en chacun de nous. La peste d'Athènes est un contre-mythe où tout le monde meurt, le juste comme l'injuste, l'innocent comme le coupable. En plaçant la description de la peste en fin de son poème, Lucrèce l'utilise comme preuve radicale et irréfutable de l'absence de providence,.
À la problématique de l'origine du mal posée par la conscience tragique ou par la théodicée, Lucrèce répond que le mal n'existe pas, il n'existe que la maladie ; et la maladie n'est pas un mythe, elle est. La peste est un évènement historique et un phénomène naturel, une entité physique et morale qui est une épreuve radicale de l'âme devant l'absence de providence. La peste est l'occasion d'une catharsis où l'âme doit se guérir de sa maladie essentielle : la peur de la mort.

## Évocations après Thucydide

### Hippocrate à Athènes
Le médecin grec Hippocrate, âgé de 30 ans lors de la peste d'Athènes, séjourna dans cette cité en 427 ; on raconte qu'il aurait hâté la fin de l'épidémie en faisant de grands feux de plantes aromatiques (hysope, lavande, romarin, sarriette), mais cela fait partie des légendes d'Hippocrate construites progressivement à partir de l'époque romaine,. Cette légende sera cependant mise en œuvre lors de la peste de Marseille de 1720, du 2 au 5 août, par de grands feux sur les remparts et dans toute la ville. Bien qu'Hippocrate et Thucydide soient à peu près contemporains, Thucydide ne mentionne pas Hippocrate dans ses textes. Mais le Corpus hippocratique contient une référence à une assez grosse épidémie qui se développa dans une région septentrionale où se trouvait le médecin de Cos en 430. La symptomatologie décrite par Hippocrate est semblable à celle de Thucydide : « Dans l'été, on vit des éruptions pustuleuses étendues, chez beaucoup, de grandes éruptions vésiculeuses ».
J. Pinault s'est intéressé au rôle des légendes hippocratiques. Celle d'Hippocrate à Athènes aurait permis (dès Galien et jusqu'au Moyen Âge) de forger l'image du médecin guérisseur exemplaire, pour contrebalancer Thucydide mettant la médecine et la religion à égalité pour leur inefficacité. Ce qui montrerait aussi l'indépendance de Thucydide par rapport aux médecins.

### Galien, commentateur de Thucydide
Dans l'ensemble de son œuvre, le médecin Galien cite abondamment Thucydide pour sa compétence médicale, en particulier dans son traité Sur les doctrines d'Hippocrate et de Platon. Les explications fournies par Galien sur deux termes médicaux utilisés par l'historien, (καρδία et ἀποκάθαρσις), prouvent l'autorité dont jouissait Thucydide auprès de lui : dans la question des rapports entre Thucydide et les médecins contemporains dans sa description de la peste d'Athènes, cette position de Galien « permettrait de mettre en doute le jugement de certains modernes qui voient dans le refus de Thucydide de citer les différentes variétés de bile nommées par les médecins un aristocratique dédain à l'égard des termes techniques ».

### Influence d'un modèle
Le texte de Thucydide devient si célèbre que le satiriste Lucien, au IIe siècle ap. J.-C., peut en faire de grandes citations en guise de plaisanteries.
L'historien byzantin Procope décrit la peste de Justinien au VIe siècle, en prenant Thucydide comme modèle, surtout à propos des conséquences sociales de l'épidémie. La plupart des chroniqueurs s'inspirent les uns des autres, et une réelle appréciation historique des pestes ne débute que vers la fin du XVIIIe siècle. Pour les historiens modernes, Thucydide est une référence qui permet de noter chez un chroniqueur ce qui relève d'une observation originale ou personnelle.
« Il n'y a qu'un Thucydide ; et, tant qu'il y aura des hommes, il demeurera athénien » : ainsi débute l'avant-propos des auteurs de Marseille, ville morte, la peste de 1720. Selon Jacques Ruffié, on doit retenir la valeur exemplaire du texte de Thucydide, premier récit historique d'une grande épidémie ayant désormais valeur d'archétype.